# Haltepunkt Düsseldorf-Eller Süd
Der Haltepunkt Düsseldorf-Eller Süd liegt etwa fünf Kilometer südlich des Düsseldorfer Hauptbahnhofs im Düsseldorfer Stadtteil Eller. Er befindet sich an der Bahnstrecke Köln–Duisburg. Der Haltepunkt Düsseldorf-Eller Süd ist neben dem Halt der S-Bahn Rhein-Ruhr Haltestelle mehrerer Buslinien.

## Lage
Der Haltepunkt liegt in zentraler Lage zwischen den Stadtteilen Düsseldorf-Wersten, Düsseldorf-Eller und Düsseldorf-Oberbilk. Er besitzt einen Mittelbahnsteig und befindet sich in Hochlage oberhalb der Karlsruher Straße. Der Zugang befindet sich an der Unterführung zwischen Sturmstraße und Konradstraße.

## Geschichte
1967 wurde die S-Bahnstrecke zwischen Düsseldorf Hauptbahnhof und Düsseldorf-Garath in Betrieb genommen. In diesem Zusammenhang wurde der Haltepunkt Düsseldorf Eller-Süd neu eröffnet. Im Rahmen der Modernisierungsoffensive 2 der Deutschen Bahn für Bahnhöfe in Nordrhein-Westfalen (MOF 2) wurde der Haltepunkt Eller-Süd im Mai und Juni 2012 für 2,17 Millionen Euro saniert und umgebaut.

## Linien
Zurzeit wird der Haltepunkt von zwei S-Bahn-Linien und fünf Buslinien tagsüber und einer Nachtlinie angefahren.
| Linie | Linienverlauf | Takt |
| ----- | --- | --- |
| S 6   | Essen Hbf – Essen Süd – E-Stadtwald – E-Hügel – E-Werden – Kettwig – Kettwig Stausee – Hösel – Ratingen Ost – D-Rath – D-Rath Mitte – D-Derendorf – D-Zoo – D-Wehrhahn – Düsseldorf Hbf – D-Volksgarten – D-Oberbilk – D-Eller Süd – D-Reisholz – D-Benrath – D-Garath – D-Hellerhof – Langenfeld-Berghausen – Langenfeld (Rheinland) – Lev.-Rheindorf – Lev.-Küppersteg – Leverkusen Mitte – Lev.-Chempark – K-Stammheim – K-Mülheim – K-Buchforst – K-Messe/Deutz – Köln Hbf – K-Hansaring – K-Nippes (– K-Geldernstr./Parkgürtel – K-Longerich – K-Volkhovener Weg – K-Chorweiler – K-Chorweiler Nord – K-Blumenberg – K-Worringen) Stand: Fahrplanwechsel Dezember 2023                                                   | 20 min (werktags) 30 min (sonn-/feiertags, Essen–Düsseldorf auch samstags) Nippes–Worringen nur werktags 5–20 Uhr und sonn-/feiertags 11–21 Uhr |
| S 68  | W-Vohwinkel – Haan-Gruiten – Hochdahl-Millrath – Hochdahl – Erkrath – D-Gerresheim – D-Flingern – Düsseldorf Hbf – D-Volksgarten – D-Oberbilk – D-Eller Süd – D-Reisholz – D-Benrath – D-Garath – D-Hellerhof – Langenfeld-Berghausen – Langenfeld (Rheinland) Stand: Fahrplanwechsel Dezember 2023 | 20 min (nur zur HVZ) |
| 724   | Gerresheim, Waldfriedhof1 – Schönaustraße – Dreherstraße2 – Gerresheim, Torfbruchstraße 3 – Vennhausen, Gubener Straße – Lierenfeld, Posener Straße – Lierenfeld, Schlesische Straße – D-Eller Mitte – Bernburger Straße4 (– Vennhauser Allee 5) – D-Eller Süd – IKEA Reisholz – Holthausen 6 – Niederheid 7 – Henkelstraße – Sportpark Niederheid8 – Am Trippelsberg – Holthausen, Reisholzer Werftstraße9 – Itter, Am Fahlenacker10 Weitere Haltestellen nur im Abschnitt 3–10; alle Umsteigehaltestellen sind aber aufgeführt. | 20 min |
| 731   | Bilk, Südpark – Universität Mensa – Universität Mitte – Universität Süd – Universität Südost 1 – Himmelgeist, Friedhof – Himmelgeist, Am Scheitenweg – Wersten, Otto-Hahn-Straße2 – Scheideweg3 / Ohmweg4 – Dechenweg5 – Ickerswarder Straße – Eller, Friedhof – D-Eller Süd – Alt Eller – Vennhauser Allee 6 – Eller, Am Pflanzkamp7 Verkehrt Mo–Fr 6–20 Uhr alle 20 min und zwischen 2 und 5 über 3; Mo–Fr 20–21 Uhr, Sa 6–21 Uhr und So 7–21 Uhr alle 30 min und zwischen 2 und 5 über 4 (wie Linie 735); täglich 21–23 Uhr alle 60 min und zwischen 2 und 5 über 4 (wie Linie 735); im Abschnitt 5–6 ergibt sich Mo–Fr 6–20 Uhr zusammen mit der Linie 735 ein 10-Minuten-Takt; weitere Haltestellen nur im Abschnitt 1–7 | 20 min |
| 732   | Hafen, Lausward1 – Bremer Straße2 – D-Hamm – Medienhafen, Kesselstraße – Franziusstraße3 – Unterbilk, Stadttor – Polizeipräsidium – Kirchplatz 4 – Friedrichstadt, Corneliusstraße – Helmholtzstraße – Düsseldorf Hbf 5 – Worringer Platz – Handelszentrum/Moskauer Straße – Oberbilker Markt/Warschauer Straße – Ellerstraße 6 – Eller, Herborner Weg – Eller Süd – Alt Eller 7 – Eller, Vennhauser Allee 8 Im Abschnitt 4–8 Verkehr im Standardtakt der Düsseldorfer Straßenbahnen; im Abschnitt 1–4 meistens weniger Fahrten, die an verschiedenen Endhaltestellen (1, 2 oder 3) beginnen bzw. enden; weitere Haltestellen nur in den Abschnitten 2–5 und 6–8.                                                             | 10 min |
| 735   | Bilk, Südpark 1 – Universität Mensa – Universität Mitte – Universität Süd – Universität Südost – Wersten, Otto-Hahn-Straße2 – Ohmweg – Dechenweg – Ickerswarder Straße – Eller, Friedhof – D-Eller Süd – Alt Eller – Vennhauser Allee 3 – Eller – Vennhausen, Siedlung Freiheit – Unterbach, Strandbad Nord – Unterbach, Am Zault – Erkrath-Unterfeldhaus, Neuenhausplatz4 Abschnitt 2–4 Mo–Fr 6–20 Uhr alle 20 min; Abschnitt 3–4 Mo–Fr 20–21 Uhr, Sa 6–21 Uhr alle 30 min, Mo–Sa 21–23 Uhr, So 7–23 Uhr alle 60 min; weitere Haltestellen nur im Abschnitt 2–4 | 20 min |
| NE 6  | Düsseldorf Hbf → Worringer Platz → Handelszentrum/Moskauer Straße → Ellerstraße → Oberbilk → Wersten Ost → Eller Süd → Eller, Vennhauser Allee → Eller → Vennhausen → ohne Halt über A 46 → Uni-Kliniken → Berliner Allee → Düsseldorf Hbf | 60 min |